# Henderson H. Carson

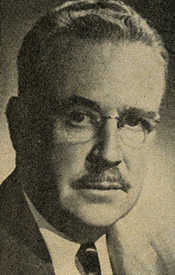
Henderson H. Carson

Henderson Haverfield Carson (* 25. Oktober 1893 bei Cadiz, Harrison County, Ohio; † 5. Oktober 1971 in Canton, Ohio) war ein US-amerikanischer Politiker. Zwischen 1943 und 1945 sowie nochmals von 1947 bis 1949 vertrat er den Bundesstaat Ohio im US-Repräsentantenhaus.

## Werdegang
Henderson Carson besuchte die öffentlichen Schulen seiner Heimat. Im Jahr 1915 arbeitete er für die Rechtsabteilung der Pennsylvania Railroad. Während des Ersten Weltkrieges diente er im Jahr 1918 in der US Army. Dabei war er zunächst bei einer Artillerieeinheit und dann bei einem Militärkrankenhaus in Kentucky stationiert; er kam aber nicht zum Kriegseinsatz. Nach einem Jurastudium an der Cleveland Law School sowie dem Baldwin-Wallace College und seiner 1919 erfolgten Zulassung als Rechtsanwalt begann er ab 1922 in Canton in diesem Beruf zu arbeiten. Zwischen 1926 und 1942 gehörte Carson zur Fakultät der McKinley Law School. Politisch schloss er sich der Republikanischen Partei an.
Bei den Kongresswahlen des Jahres 1942 wurde Carson im 16. Wahlbezirk von Ohio in das US-Repräsentantenhaus in Washington, D.C. gewählt, wo er am 3. Januar 1943 die Nachfolge des Demokraten William R. Thom antrat, den er bei der Wahl geschlagen hatte. Da er im Jahr 1944 gegen Thom verlor, konnte er bis zum 3. Januar 1945 nur eine Legislaturperiode im Kongress absolvieren. Diese war von den Ereignissen des Zweiten Weltkrieges geprägt. Bei den Wahlen des Jahres 1946 kam es im 16. Distrikt von Ohio erneut zum Duell zwischen Carson und Thom, das Carson für sich entschied. Da er im Jahr 1948 nicht in seinem Mandat bestätigt wurde, konnte er bis zum 3. Januar 1949 nur eine weitere Legislaturperiode im Kongress verbringen. Diese war von den Ereignissen des beginnenden Kalten Krieges bestimmt.
Nach dem Ende seiner Zeit im US-Repräsentantenhaus praktizierte Henderson Carson als Anwalt in Canton und Washington. Sein Hauptwohnsitz war Canton, wo er am 5. Oktober 1971 starb.